# تييري بن
تييري بن (1 يونيو 1991 بفيلبانت في فرنسا - ) هو لاعب كرة قدم كمبودي في مركز الدفاع. شارك مع منتخب فرنسا تحت 17 سنة لكرة القدم ومنتخب كمبوديا تحت 23 سنة لكرة القدم ومنتخب كمبوديا لكرة القدم. أما مع النوادي، فقد لعب مع بنوم بنه كراون وFCM Aubervilliers ‏ وFC Saint-Jean-le-Blanc ‏.

## وصلات خارجية
- تييري بن على موقع قاعدة بيانات كرة القدم.إي يو (الإنجليزية)
- تييري بن على موقع ناشيونال فوتبول تيمز (الإنجليزية)
- تييري بن على موقع Soccerway.com (الإنجليزية)
- تييري بن على موقع عالم كرة القدم.نت (الإنجليزية)